# 대차 교환
대차 교환(臺車 交換)은 궤간을 바꾸기 위해 열차의 대차를 가는 일이다. 궤간 변경이 일어나는 역에서는 환승이나 환적을 하지 않는 한, 대차 교환을 위한 장비를 갖추고 있다.

## 같이 보기
- 개궤
- 가변 궤간